# Paulinyi Tamás
Paulinyi Tamás (Budapest, 1962. június 17. –) magyar író, költő, lapszerkesztő, rovatvezető, publicista, pszi-kutató.
A SZINTÉZIS Szabadegyetem igazgatója, valamint előadója, továbbá a SZINTÉZIS Egyesület elnöke és a SZINTÉZIS irodalmi, filozófiai folyóirat főszerkesztője. Tagja a Magyar Újságírók Országos Szövetségének és a Magyar Írószövetségnek.

## Életpályája

### Tanulmányai
1977–1982 között a Képző- és Iparművészeti Szakközépiskola és Gimnázium iparművész szakán tanult, ahol iparművészeti végzettséget szerzett és 1990-ig elsősorban keramikusművészként dolgozott. E tevékenység mellett pedig más művészeti ágakban (színház, fotográfia, szépirodalom) is képezte magát. A kerámiát végül 1994-ben hagyta abba.

### Munkássága
1989-ben a pszikutatási szakirodalom hatására, képzett szakemberek közreműködésével egy kísérleti laboratóriumot hozott létre, ahol a telepátia és rokonjelenségei témakörben indított vizsgálatokat, majd még ebben az évben foglalkozni kezdett drogfelvilágosító riportok és anyagok készítésével, amelyeket preventív és rehabilitációs céllal készített.
Egy évvel később egyik alapító tagja volt a Magyar Narkológiai Társaságnak, amelyet Dr. Gerevich József elnökölt. Még ugyanebben az évben csatlakozott a Magyar Para-Kutatási Tudományos Társasághoz, amelynek vezetője Dr. Egely György volt. A társaságnak később másfél éven át főtitkára volt, miközben előadások szervezésével és kutatócsoportok felállításával is foglalkozott. Ekkoriban kezdte meg népszerűsítő és szakmai jelleggel a tudományos pszi-kutatással kapcsolatos felvilágosító előadásait, amelyek különböző fórumokon jelenleg is folytat. A témát önismereti ismeretterjesztő tanfolyamokon oktatja.
Az AION Alapítvány (amely az emberi pszichikum különleges képességeinek kutatásáért alakult) 1992-es megalapításában alapítói és szervezői szerepet vállalt. Az alapítvány több mint tízéves működése alatt annak kuratóriumi titkára és kutatási
koordinátora volt.

#### Pszi-labor

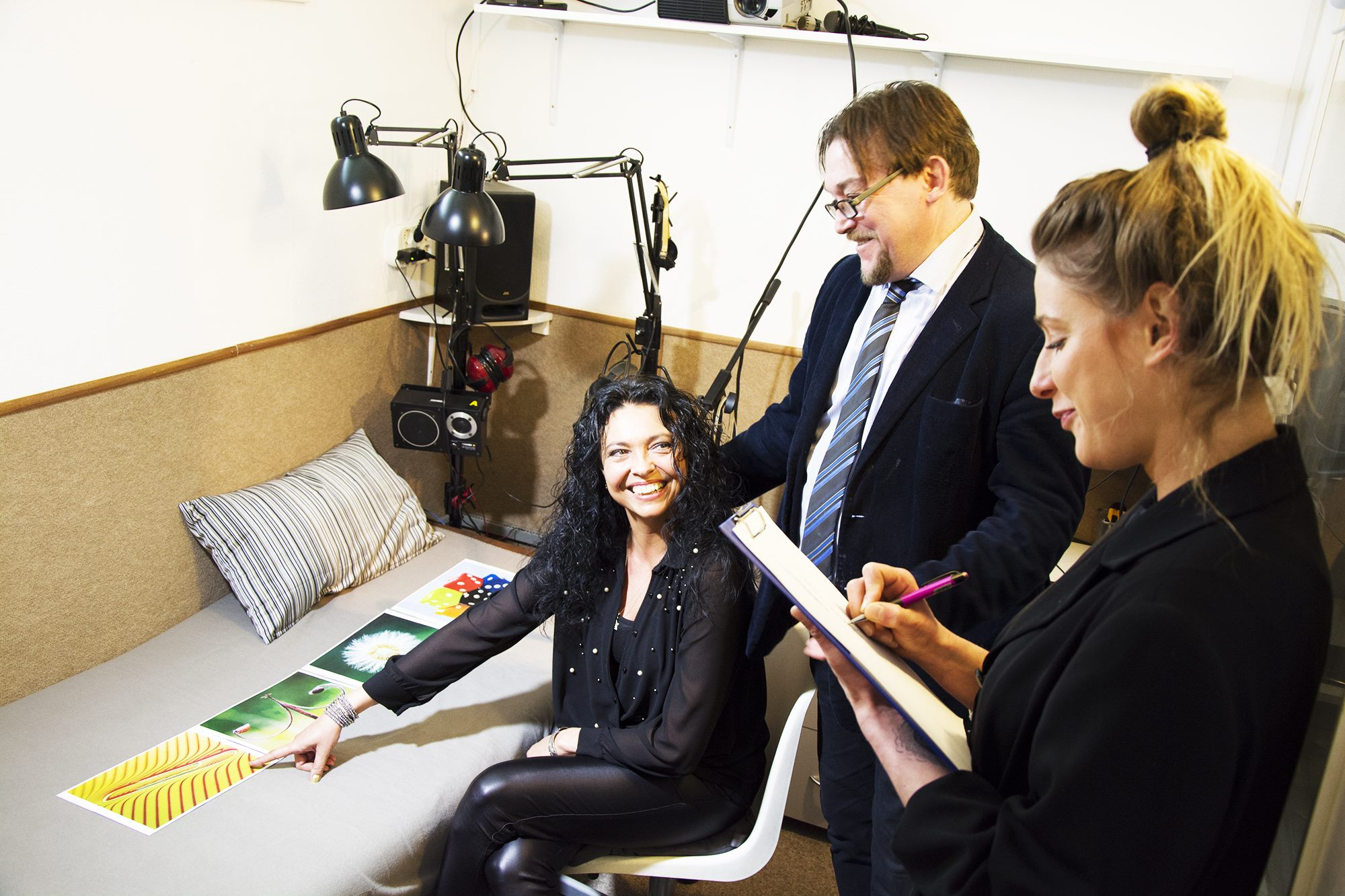
A PSZI-laborban

Az általa vezetett labor 2001 óta működik, azonban az itt folyó vizsgálatok több évtizedes múltra tekintenek vissza, melyek más magyar kutatók vizsgálatainak eredményeire is épülnek. Vassy Zoltán pszichofizikus például már az ezerkilencszázhetvenes években végzett telepátia kísérleteket, Dr. Egely György kutatómérnök, pedig az ezerkilencszáznyolcvanas években már szintén kifejlesztette vitalitásmérőjét. A SZINTÉZIS labor elődjeinek tekinthető – hasonlóképp Paulinyi Tamás által vezetett – AION és Paradigma laborokban így már mindkét módszer, illetve eszköz, alkalmazásra került.
Paulinyi az ezerkilencszáznyolcvanas évek végén építette fel első amatőr kutató laboratóriumát, korábban a Magyar Para-kutatási Társaság főtitkáraként, később, pedig az AION alapítvány kutatási koordinátoraként, csakúgy, mint napjainkban is, elsősorban az érzékszerveken túli észlelések (ESP) területén végzett-végez kísérleteket, amelyek eredményessége nemzetközi szinten is kiemelkedő. A SZINTÉZIS labor telepátiakísérleteiben a vevő egy előzetes relaxációs gyakorlat után ugyanis olyan specifikus instrukciókkal közelít az adás tárgyához, ami a racionális asszociációkat gátolva több sikerre vezet az átlagosnál.
Az ESP kísérletek mellett Paulinyi több éven át végzett sikeres vizsgálatokat az Egely féle vitalitásmérővel, illetve részt vett természetgyógyászati módszereket értékelő méréssorozatokban. Ugyanígy különlegességnek számít, hogy sok kísérlettípusban a speciális módosult tudatállapotok hatását is vizsgálta, esetenként ősi módszerek – mandalameditáció, sámándobolás – alkalmazásával. Ezek a nyitott megközelítésmódok ugyanakkor kritikus hozzáállással párosulva jelentenek egy olyan integratív módszertani  egységet, ami a szakmában példaértékű lehet.
A SZINTÉZIS PSZI-Labor – Vassy Zoltán külföldi kollégáin keresztül – nemzetközi kapcsolatokat tart fenn a szakma ismert kutatóival, így például az amerikai Edwin Charles May-el is, aki a pszi-kutatás egyik legkiemelkedőbb alakjának tekinthető. Edwin May egy olyan kísérlet sorozatot végzett, ami a jövőérzékelés testi reakcióit mérve, a bőrellenállás előzetes változásait rendelte váratlan és véletlenszerű ingerekhez, ebben a vizsgálatban a SZINTÉZIS labor is részt vett. Paulinyi Tamás munkásságának legnagyobb erényét mégis a pszi-képességek népszerűsítése és a parapszichológiáról való tudásunk oktatása jelenti. Másfél évtizede folyamatosan közöl a témáról ismeretterjesztő cikkeket és cikksorozatokat, részt vesz hasonló témájú rádiós és televíziós műsorok szerkesztésében és vezetésében, továbbá tizenhárom éve igazgatója a SZINTÉZIS Szabadegyetemnek, amelynek rendszeres gyakorlati terepét a pszi labor jelenti

#### SZINTÉZIS
A Szepes Mária és Prof. László Ervin fővédnöksége alatt működő SZINTÉZIS Szabadegyetem igazgatója és előadója 1997 óta. 1999-től pedig a SZINTÉZIS Egyesület elnöki tisztét is betölti. Ezen funkciók mellett az iskola hagyományőrző dobcsoportjának is a vezetője. Továbbá a SZINTÉZIS Pszi Labor kutatási koordinátora és kísérletvezetője, és a 2007-es évi – László Ervin által képviselt – Globális Békemeditáció mozgalom magyarországi főszervezője volt. 2001-től SZINTÉZIS irodalmi, filozófiai folyóirat főszerkesztői munkáját is ellátja.

#### Világokon át – Barangolás a metafizika birodalmában

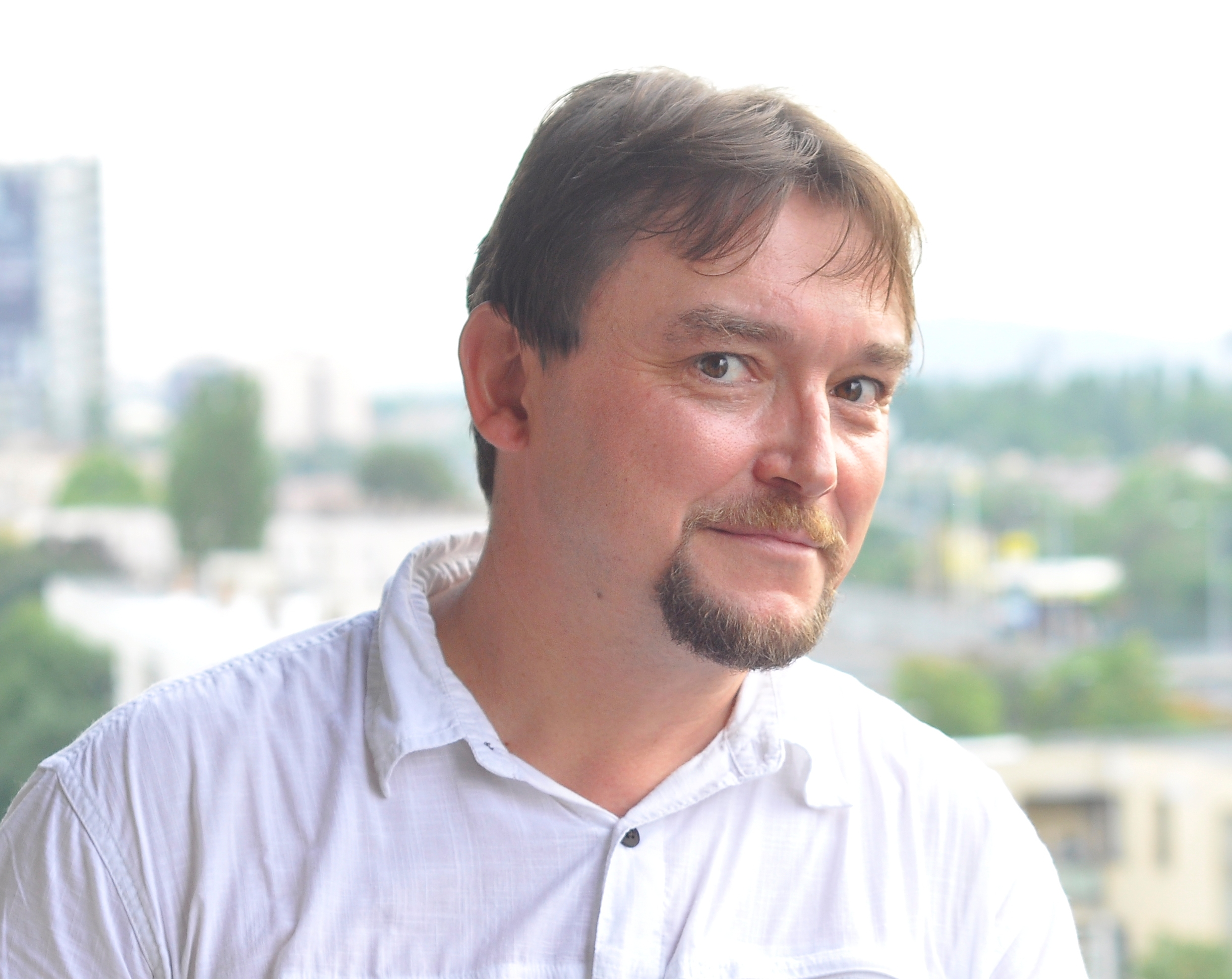
2012. Budapest

A Lőrincz Gabriella vezette és szerkesztette, 1999-ben induló Világokon át – Barangolás a metafizika birodalmában című, integratív emberi megismerést célzó műsor több részében is megszólalt, valamint szakértő-szerkesztőként is részt vett a műsor készítésében:
- 1. rész: Az anyag: káprázat, vagy valóság? – A metafizikai barangolás elején az kerül tisztázásra, hogy mi a dolgunk valójában az anyaggal? Naponta küzdünk vele és érte. Állandó és mégis mulandó. Evidencia és mégis talány. Filozófiák épültek rá, és filozófiák vonták kétségbe. Mit mondanak róla az ősi tanítások, és mit a kvantumfizika? Mi a köze az aurához, a homeopátiához és az ideához?

További közreműködők: Prof. Dr. László Ervin, Héjjas István, Dúl Antal, Dr. Gelléri Júlia és Szepes Mária
- 4. rész: Tér, idő, tudat: dimenziók hálója – Tér és idő koordinátái között élünk. E keretben stabilnak érzékeljük a világot, s tiltakoznánk, ha valaki tagadná létezésüket. Holott előbb a vallás, utóbb pedig már a fizika is a kételkedők sorába lépett. Kiderült: ezek valódi lelőhelye nem más, mint saját tudatunk.

További közreműködők: Hankiss Elemér, Dúl Antal, Makovecz Imre, Müller Péter

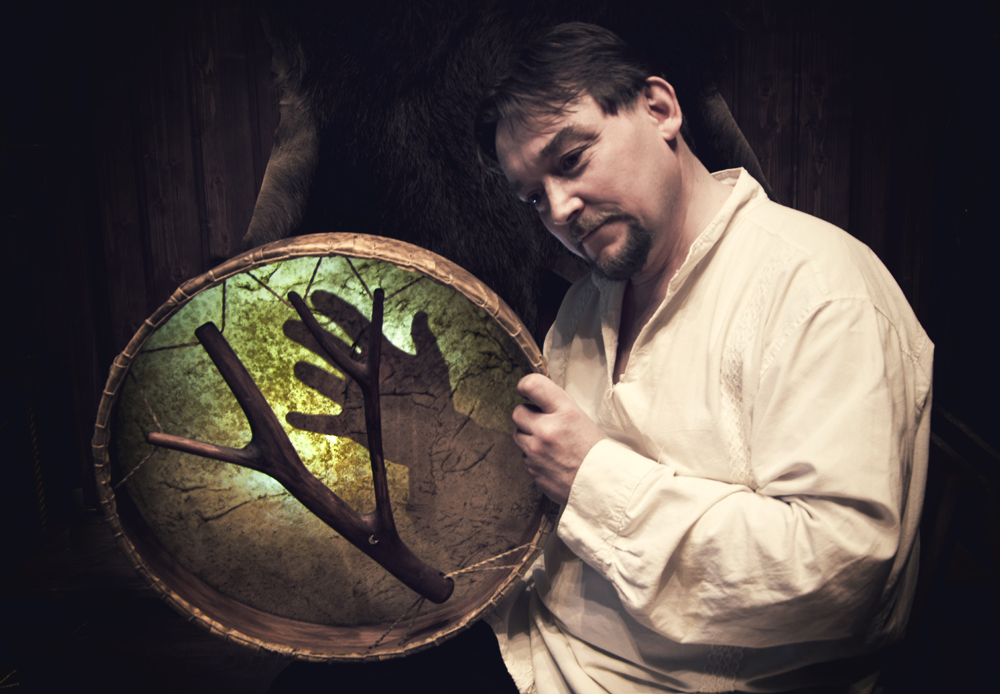
Sámándobbal

- 5. rész: Az élet lehelete: céllal, céltalanul? – Áll-e valamilyen szellemi erő, vagy rendező elv az általunk ismert világ hátterében, vagy vakvéletlenek önkénye vetett minket abba az állapotba, amit életnek nevezünk? Tartható-e még mindig a materialisztikus szemlélet kizárólagossága az eredet kérdésében? Miben ragadható meg életünk lényege és célja? Miért fontos tudni mi az a „pszi-mező”?

további közreműködők: Prof. Dr. Tóth Tibor, Grandpierre Attila, Dúl Antal és Mireisz László
- 9. rész:Elménk birodalma: tudat, módosult tudat – Az ember azon privilégiumával foglalkozik, amelyet a benne egyedüliként felszikrázó értelem biztosít számára. Honnan származnak gondolataink? Van-e közük a kozmosz elektromágneses jeleihez? Mi a tudati háttérhorizont? Hányféle tudatállapot érhető el és mi célból? Hogyan segít gyógyulni a jóga?

További közreműködők: Lednyiczky Gábor, Váradi Tibor, Daubner Béla és Dúl Antal
Továbbá társszerzőként közreműködött az azonos című könyv kiadásában is.

#### Publicistaként, íróként
1994 óta állandó szerzőként publikál az Elixír Magazinban, 1998 óta pedig a magazin szakmai szerkesztőbizottságának is a tagja. 1997-től a Természetgyógyász Magazin szakértő munkatársa. Más lapoknál időszakos szerkesztőként tevékenykedik.
Több műfajban adott ki írásokat. A 2007-ben megjelenő Titkos Arany című könyve verseskötet, míg a 2008-as kiadású Bólébál egy kisregény.
Ismeretterjesztő könyve a 2012-es könyvhéten jelent meg. A parapszichológiai témájú tanulmánykötetet Az igazság odaát van – Pszi akták címen, a Tarandus Kiadó gondozásában adták ki.
Két szépprózai művön (Az ördögbiciklista; Szindbád halála) dolgozik.

##### Könyvei
- szerk.: Fürjes Benke Katalin, Paulinyi Tamás: A fény Hangjai, (versek, írások 1989-1996), Paradigma (1996). ISBN 963-047-613-4[13][18]
- Utak az ismeretlenhez / Mozaikok a Pszi jelenségek világából. Pilis-Print Kiadó (2007). ISBN 978-963-866-636-9[19][20]
- Titkos Arany / versek, írások, 1989-2007, magánkiadás, gyűjteményes verseskötet[13] (2007). ISBN 978-963-06-3615-5[21]
- szerk.: Bottyán Gergely: Bólébál. Athenaeum 2000 Kiadó (2008). ISBN 978-963-9797-56-7[14][22]
- Az igazság odaát van – pszi-akták / válogatás pszi-esetekből. Tarandus Kiadó (2012). ISBN 978-615-5180-79-8[15][16][23]
- Utak, mesterek – Hitvallások, tanácsok, bölcsességek. Kossuth Kiadó (2016). ISBN 978-963-09-8619-9[24]
- Parapszichológia, a rejtélyek világa – Kutatók és fenomének, megtörtént esetek, meghökkentő tények. Kossuth Kiadó (2016). ISBN 978-963-09-8619-9[25]
- Szindbád utolsó utazása (2023)

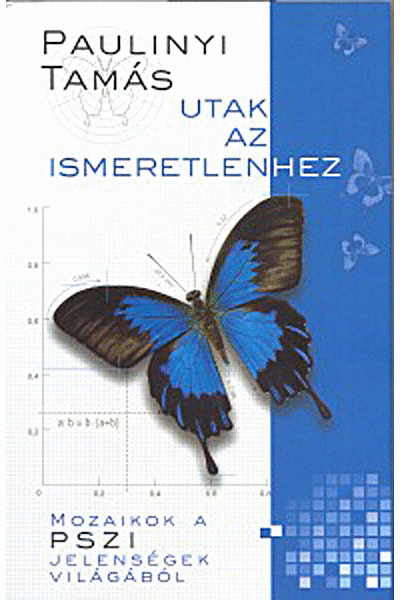
Utak az ismeretlenhez / Mozaikok a Pszi jelenségek világából
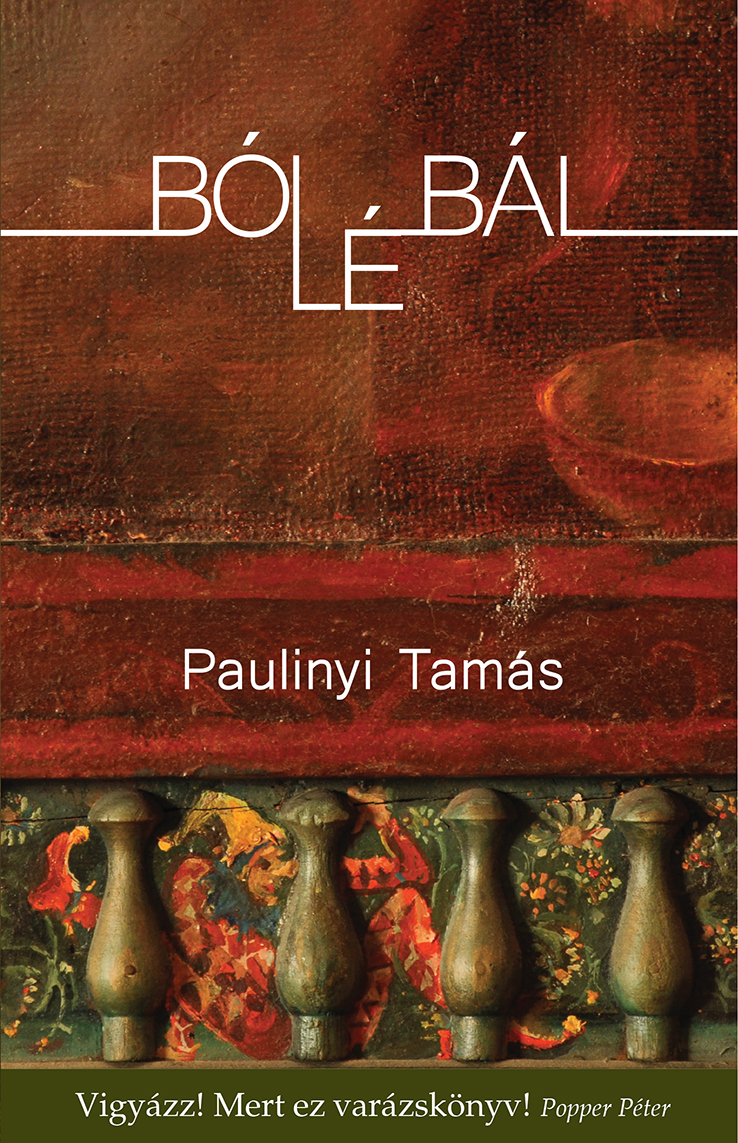
Bólébál (új kiadás)
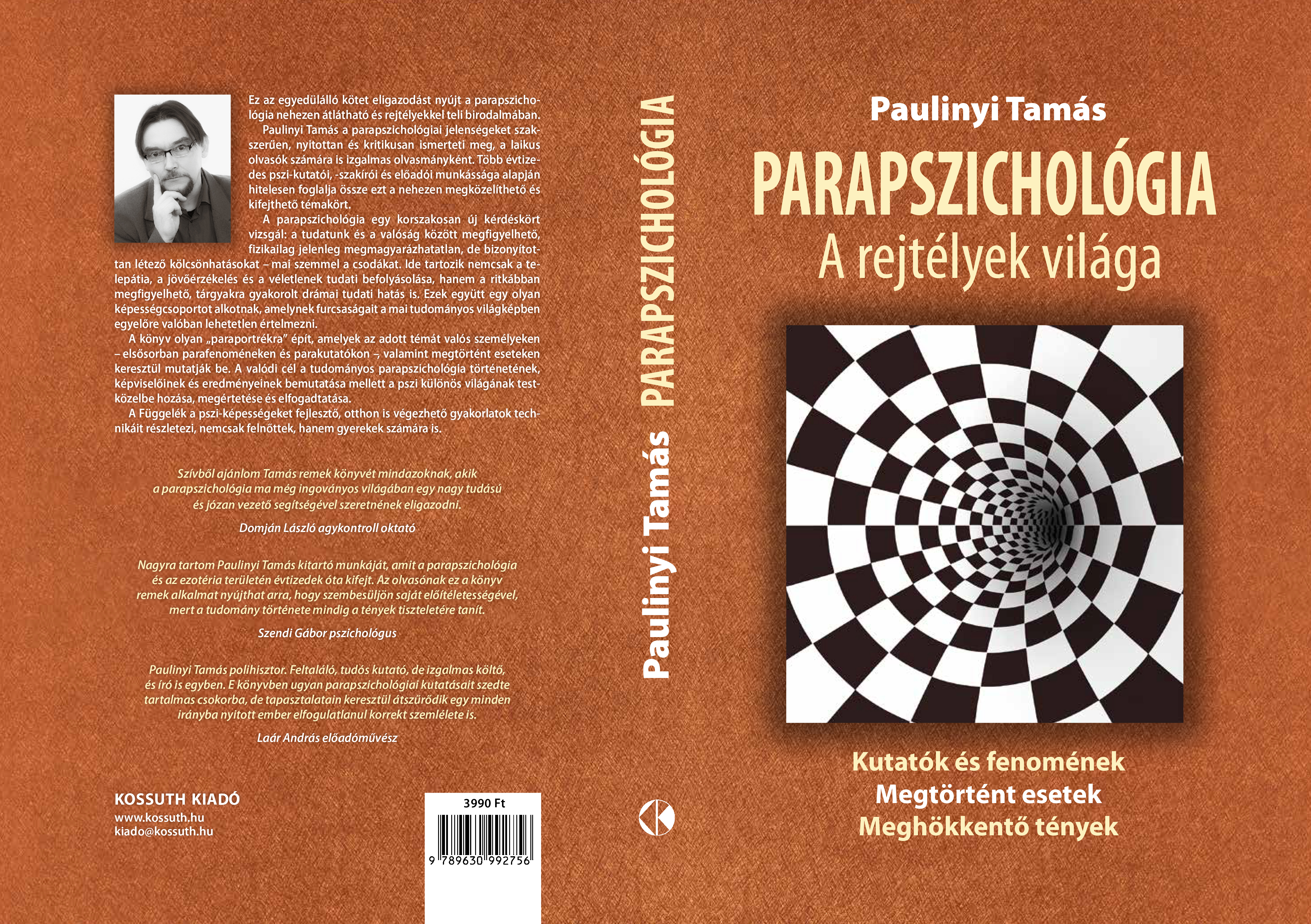
Parapszichológia

##### Társszerzőként
- Világokon át / Barangolás a metafizika birodalmában. Pilis-Print Kiadó (2007). ISBN 978-963-86663-5-2[4][26]
- Kaló Jenő.szerk.: Popper Péter: Vezetnek vagy megvezetnek? /Mesterek, tanítók, lelki vezetők ma, Az élet dolgai sorozatban, Saxum Kiadó (2007). ISBN 978-963-716-889-5[27]
- szerk.: Lőrincz Gabriella, Ulbing István, Zelei Pál: 2012 - Az idő közel.... Pilis-Print Kiadó (2008). ISBN 978-963-9788-06-0[28]
- Szondy Máté, Popper Péter. A boldogság nyomában / utak és tévutak. Jaffa Kiadó (2009). ISBN 9789639604865[29]
- Mireisz László.szerk.: Jeszeniczky Ildikó, Csörgő Zoltán: Dharma-karma. Harmadik Évezred Kiadó (2010). ISBN 978-963-85810-5-1[30]
- Különben jól vagyok – Popper Péter emlékére. Saxum Kiadó Kft. (2010). ISBN 978-963-248-126-5[31][32]

##### Írásainak feldolgozásai
Bólébál című regényét a Turay Ida Színház Spirit Kamaraszínháza, 2011-ben színpadra állította. A Családi pokol címen futó előadást Bodor Böbe rendezte, a mű két szereplőjét pedig Makranczi Zalán (Tamás I. – a Mindenkori) és Perjés János (Tamás II. – az Író) jeleníti meg. Az előadásban közreműködik még Venczel Vera és Papadimitriu Athina is.

### Díjai, elismerései

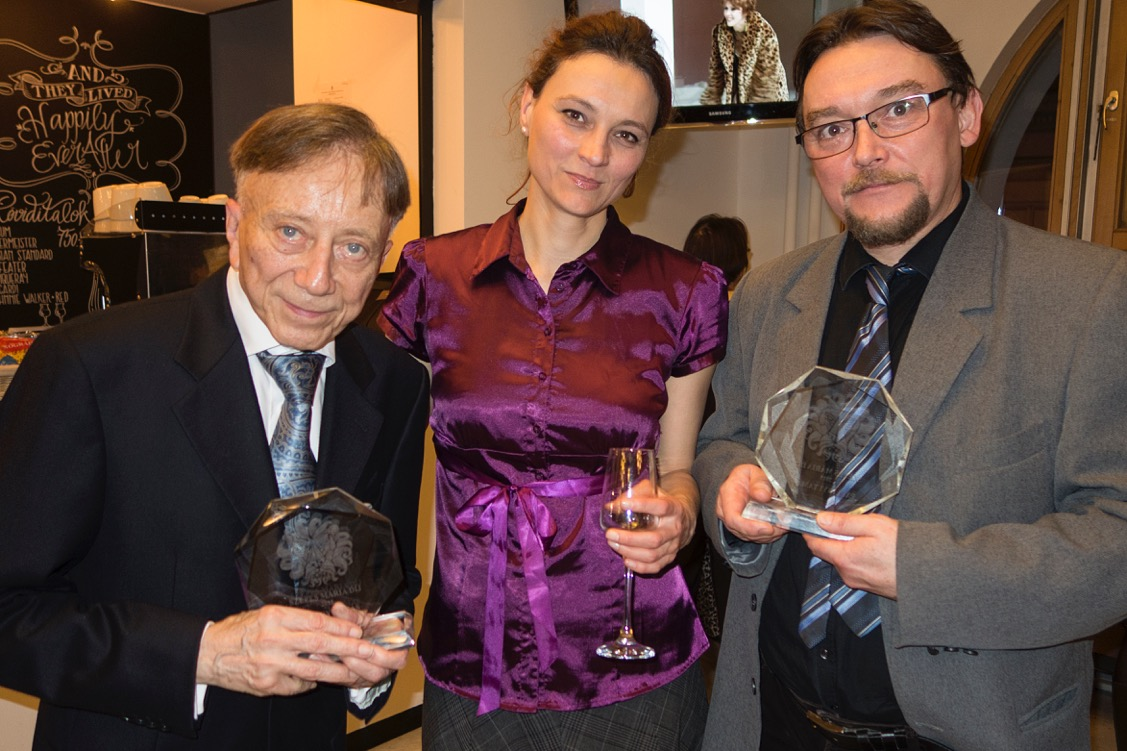
A Szepes Mária-díj egyik díjazottjaként (mellette Vásáry Tamás és Fürjes Katalin)

2006-ban nyert felvételt a Magyar Újságírók Országos Szövetségébe és 2009-ben tagja lett a Magyar Írószövetségének is. 1999-ben elnyerte a Természetgyógyászatért Díjat, 2008-ban pedig Bólébál című kötetéért vehette át az Elle Irodalmi Díját. 2015-ben a második alkalommal átadásra kerülő Szepes Mária-díjban részesült, Vásáry Tamás karmesterrel és Fürjes Katalin tanárral együtt.